# Hrvatski svjetski kongres u Njemačkoj
Hrvatski svjetski kongres u Njemačkoj (HSKNJ) krovna je udruga koja se na saveznoj razini Njemačke zauzima za interese oko 400 000 ljudi s hrvatskim korijenima. Čini petu najbrojniju useljeničku skupinu u Njemačkoj s primarnom zadaćom uspješne integracije Hrvata u njemačko društvo, a djeluje i na globalnoj razini u 30 zemalja svijeta te je i član vijeća UN-a za nevladine udruge („NGO member of UN“). HSKNJ zauzima se za jačanje njemačko-hrvatskih odnosa na političkom, društvenom, kulturnom i gospodarskom području te nastoji dati svoj doprinos u globalnim društvenim kretanjima, ljudskoj jednakosti, pravednosti i toleranciji.

## Vanjske poveznice
- Hrvatski svjetski kongres u Njemačkoj
- Croatian World Congress  Arhivirana inačica izvorne stranice od 25. svibnja 2013. (Wayback Machine)